# Všeradiště
Všeradiště (německy Wscheratsch) je osada v okrese Litoměřice v Ústeckém kraji. Je součástí obce Třebušín a leží v katastrálním území Řepčice. Nachází se asi 11 km severovýchodně od Litoměřic a asi 16 km jihovýchodně od Ústí nad Labem. V roce 2021 zde žilo 18 obyvatel v šesti domech.
Ve Všeradišti je registrováno osm čísel popisných: 33, 34, 35, 36, 37, 38, 101 a 102, a dvanáct čísel evidenčních. Prochází tudy silnice III/25841. Přímo je vesnice silničně spojena se sousedními vesnicemi Chudoslavice, Rýdeč, Řepčice, Staňkovice a Třebušín. Severovýchodně od Všeradiště se tyčí Jakobův vrch vysoký 453 m n. m., za ním potom vrch Panna o výšce 596 m n. m. se stejnojmennou zříceninou.
| Rok            | 1869 | 1880 | 1890 | 1900 | 1910 | 1921 | 1930 | 1950 | 1961 | 1970 | 1980 | 1991 | 2001 | 2011 | 2021 |
| -------------- | ---- | ---- | ---- | ---- | ---- | ---- | ---- | ---- | ---- | ---- | ---- | ---- | ---- | ---- | ---- |
| Počet obyvatel | 108  | 80   | 88   | 83   | 63   | 71   | 70   | 24   | –    | 22   | 17   | 7    | 19   | 12   | 18   |
| Počet domů     | 17   | 17   | 17   | 17   | 17   | 17   | 14   | 10   | –    | 6    | 6    | 6    | 6    | 7    | 6    |